# Darkhat de Mongolie
Le darkhad (ou darkhat) est un dialecte appartenant à la famille des langues mongoles. 20 400 locuteurs du darkhad ont été recensés en 2000 , vivant pour la plupart dans les sum de Bayanzürkh, Ulaan-Uul et Renchinlkhümbe, à l'ouest du lac Khövsgöl en Mongolie.
Le darkhad est tantôt considéré comme un dialecte de l'oïrate, parlé en Mongolie et en Chine (principalement dans la province du Qinghai et la région autonome du Xinjiang) et en Russie dans la république de Kalmoukie, principalement par les Oïrats, tantôt comme un dialecte khalkha, base du mongol officiel en Mongolie, présentant des traits empruntés à l'oïrate. Cependant, il semble avoir substantiellement assimilé au khalkha depuis qu'il a été décrit par Sanžeev.

## Phonétique et phonologie
Contrairement à l'oïrate, il possède les voyelles /o/ et /u/ et une réalisation diphtonguée du proto-mongol /*ai/. Cependant, la réalisation de /*ai/ comme monophtongue se rencontre dans les attestations plus anciennes, de sorte que la diphtongue a été réintroduite selon l'évolution ai> ɛː> ɛe sous l'influence du khalkha. Des développements assez similaires peuvent être observés pour d'autres voyelles . Les consonnes /n/ and /l/ peut apparaître sous forme palatalisée, mais le statut de phonème des consonnes palatalisées et des voyelles antérieures pose question  

## Système nominal
Le système de cas grammaticaux est le même qu'en khalkha, les pluriels oïrates tels que -mud sont absents. Les pronoms sont les mêmes qu'en khalkha, mais il existait anciennement un paradigme de première personne exclusive du pluriel sans nominatif, comme ce fut le cas pour khalkha  jusque dans les années 1930 et ce l'est toujours en oïrate.